# ولادیسلاو آدایف
ولادیسلاو آدایف (انگلیسی: Vladislav Adayev؛ زادهٔ ۱۴ مارس ۱۹۹۶) بازیکن فوتبال اهل روسیه است که برای اوفا بازی می‌کند. او اولین بازی خود را در لیگ دسته اول فوتبال روسیه برای اف سی موردوویا سارانسک در ۲۶ مارس ۲۰۱۷ در بازی مقابل اف سی فاکل وورونژ انجام داد.